# Cirio Advokatbyrå
Cirio Advokatbyrå är en affärsjuridisk advokatbyrå med sitt kontor i Stockholm, Sverige med ca 125 anställda, varav 24 delägare.
Byrån grundades ursprungligen år 1918, och dess Stockholmskontor var en del av en annan advokatbyrå mellan 1990 och 2018. Stockholmskontoret blev den 1 januari 2019 Cirio Advokatbyrå AB och blev därmed fristående.
Tidigare Managing Partner och verkställande direktör var David Frydlinger, vilket var en roll som tilldelades honom sedan starten. Emma Dansbo tog över rollen som Managing Partner och verkställande direktör 2023.
I januari 2022 tillkännagavs att Cirio skrivit kontrakt med fastighetsförvaltaren Hufvudstaden för de nya lokalerna i fastigheten Vildmannen 7 på Biblioteksgatan i Stockholm, tillträdet skedde under 2023 när återuppbyggnaden och moderniseringen av fastigheten var klar efter den stora branden i fastigheten hösten 2017.

## Affärsjuridikpodden
I september 2020 lanserade Cirio Affärsjuridikpodden, med flera av Cirios egna jurister som programledare, och där det ofta bjuds in externa gäster. Där behandlas spelreglerna för att göra affärer, d.v.s. affärsjuridik i bred mening. Man tar upp kontrakt, lagregler, kulturella och andra informella spelregler på marknaden som sätter ramar för hur affärer får göras och ger verktyg för hur bra affärer kan göras.